# Citrus hystrix
La combava o limetta kaffir (Citrus hystrix DC., 1813) è una pianta della famiglia delle Rutacee diffusa nel Sud-est asiatico, nelle isole minori dell'Oceania, nel sud della Cina e in alcune zone dell'Asia meridionale.

## Etimologia
La sua denominazione latina (hystrix = istrice) mette in evidenza l'incredibile quantità di spine che la pianta possiede. Il nome  'combava'  (o combawa) deriva dalle vecchie carte marittime in uso in Europa nelle quali l'isola indonesiana di  Sumbawa , a est di Bali nelle Arcipelago della Sonda, era chiamata "Combava". L'albero è infatti originario di queste isole.
Il nome inglese con cui è anche nota, kaffir lime, è collegato da alcuni con una specie di cereale africano (kaffir corn) dai grani particolarmente grandi. Comunque la Oxford Companion to Food sconsiglia di usare quest'espressione, dato che Kaffir (o Kaffer) in arabo significa "infedele", un insulto in varie culture. Raccomanda perciò agli anglofoni di usare piuttosto il termine Makrut o Magrood, trascrizioni fonetiche del nome thailandese (มะกรูด) della combava.

## Descrizione
La combava è un piccolo albero molto spinoso, dal fogliame folto e rigoglioso. Si distingue da tutti gli altri citrus per le foglie che sono lunghe fino a 12 cm, pungenti, dotate di un restringimento centrale. I fiori sono fortemente odorosi.
Il frutto misura non più di 3 cm e può essere rotondo od ovale, alle volte allungato all'attaccatura come un fico. La buccia è fortemente increspata ed irregolarmente bombata, di colore verde acceso fino a verde scuro. Il gusto è estremamente agro e perciò il frutto non si può consumare fresco.

## Distribuzione e habitat
La combava ha origini australasiatiche e viene tuttora coltivata in Thailandia, Vietnam, Laos e Cambogia. È diffusa anche in Indonesia e Malaysia, in Madagascar e nell'isola di Riunione.

## Usi

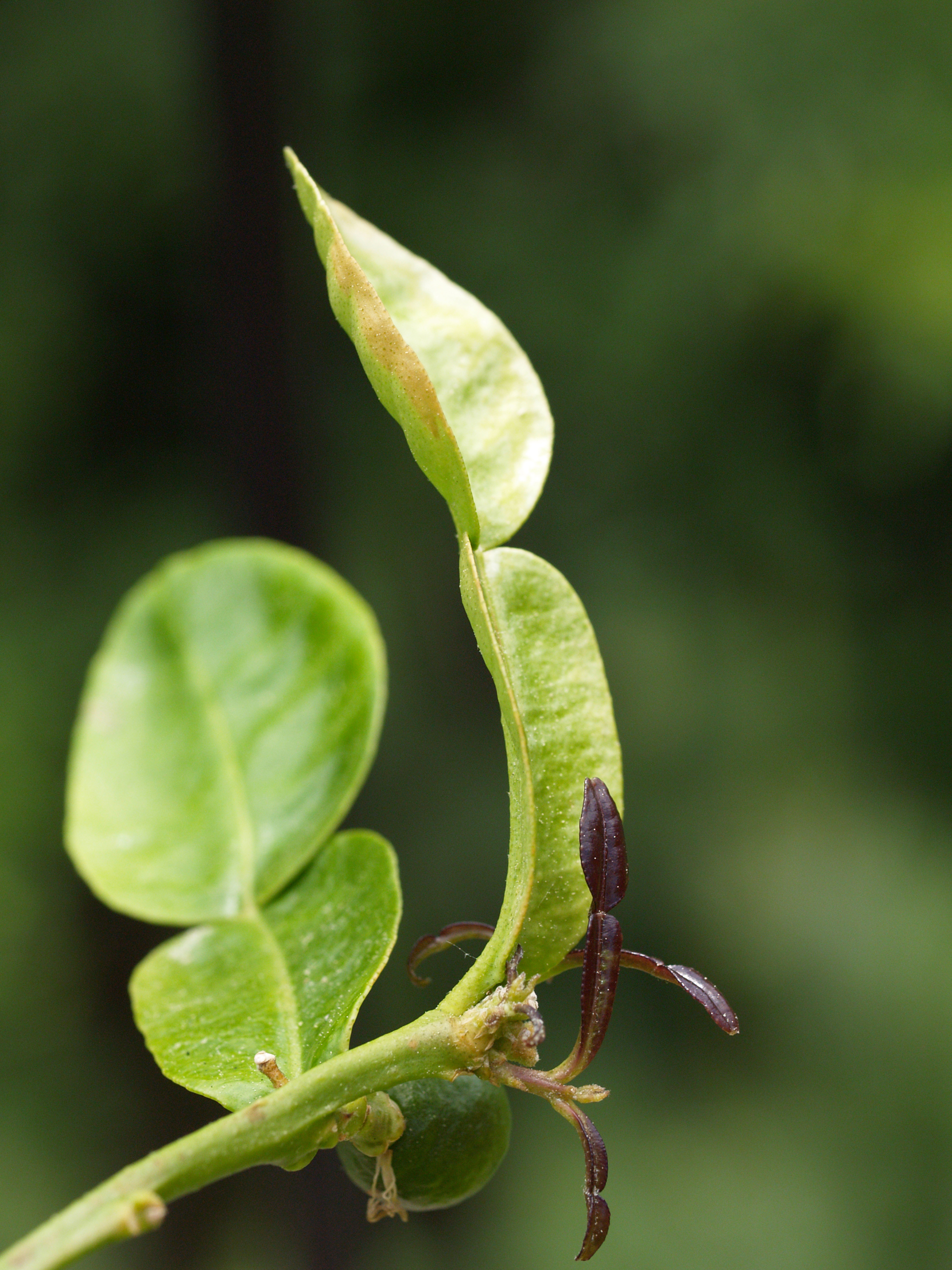
Foglie di combava

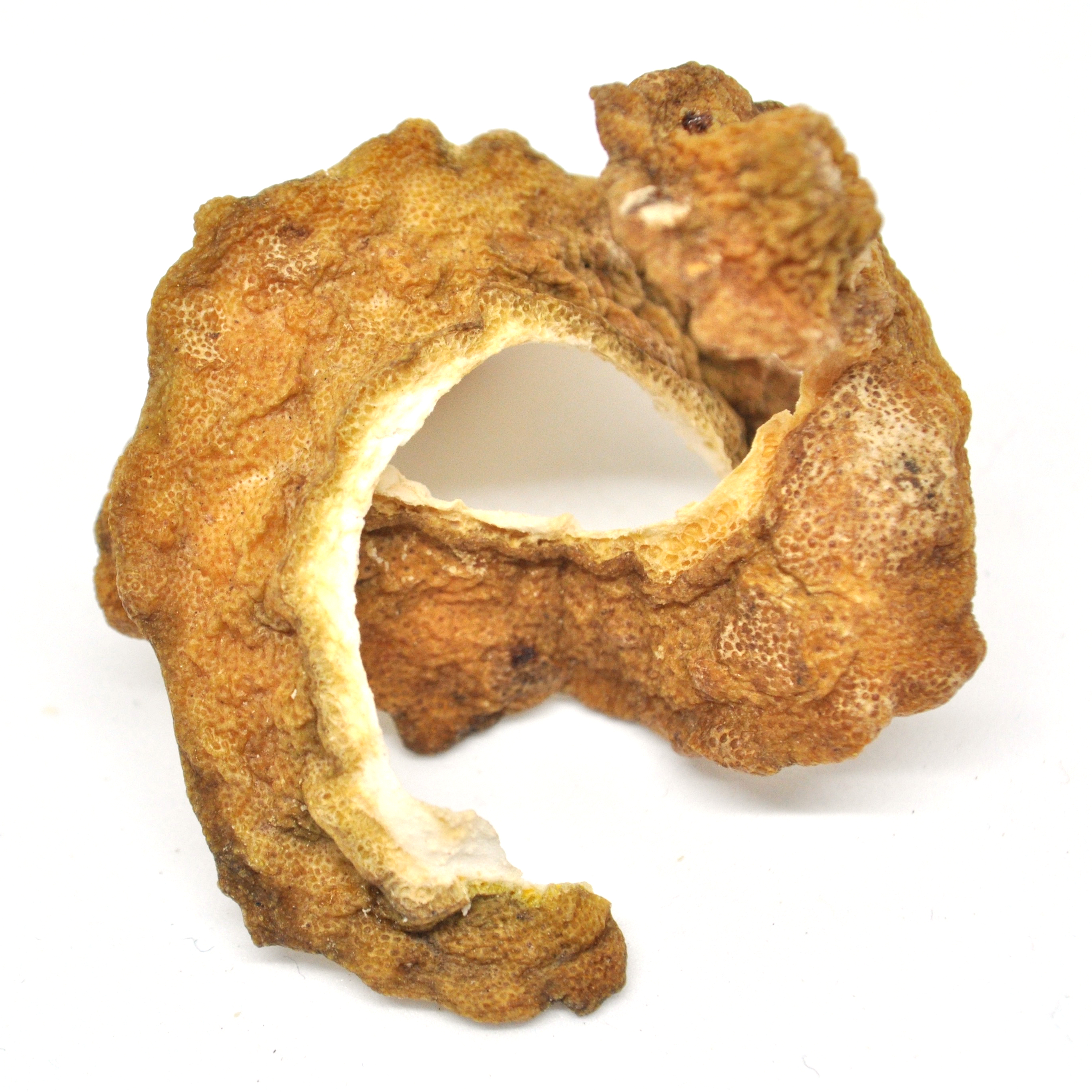
Buccia di combava

L'estrema acidità della combava non ne permette l'ingestione come frutto fresco, ma non ne limita l'uso in cucina. La buccia viene regolarmente utilizzata come ingrediente piccante di salse e condimenti, e sottili fettine di combava accompagnano piatti di pesce. Particolarmente apprezzate sono le foglie che costituiscono la base di molte insalate. Dopo opportuna lavorazione, la spremuta viene adoperata nella preparazione di alcuni liquori a base di rum che si producono su Madagascar e sull'isola di Riunione. Tuttavia il suo principale utilizzo avviene in forma di polvere, ottenuta dall'essiccazione della buccia.
Sebbene tutti questi usi siano riservati alla cucina creola ed alle regioni dove la combava si coltiva (Laos, Thailandia, Bali, isole di Réunion, Madagascar), negli ultimi tempi anche la cucina occidentale ha cercato di appropriarsene. In particolare le foglie, che conservano le loro proprietà anche essiccate, si trovano in negozi specializzati anche in Europa. Sono state altresì messe in commercio foglie di combava surgelate.
Come gli altri agrumi, anche la combava è sfruttata con profitto dall'industria. Se ne producono buoni profumi, dato che la buccia contiene molti terpeni, il limonene e soprattutto il citronellolo che ha uno spiccato profumo di rosa. Da notare infine che in Indonesia il succo e sottili fettine essiccate di combava si utilizzano come medicinale, venduto sotto il nome di jeruk obat che significa letteralmente frutto medicinale.